# Laotiaanse Hmongopstand
Het conflict in Laos van de Hmong tegen de regering is een burgeroorlog die sinds 2000 woedt in Laos.
Het is een oorlog van de etnische groep Hmong tegen de totalitaire communistische regering van Laos. De rebellen van de Hmong concentreren zich in de provincies Bolikhamsay, Xaysomboune, Xieng Khouang en Khwaeng Luang Prabang.